# Basler Straße
Basler Straße - stacja metra w Monachium, na linii U3. Stacja została otwarta 1 czerwca 1991. Stacja znajduje się w dzielnicy Thalkirchen-Obersendling-Forstenried-Fürstenried-Solln.